# فهد خميس الجلبوبي
فهد خميس الجلبوبي (14 أغسطس 1990) هو لاعب كرة قدم عماني يلعب في صفوف نادي صحم.

## روابط خارجية
- فهد خميس الجلبوبي على موقع الاتحاد الدولي (مؤرشف)  (الإنجليزية)
- فهد خميس الجلبوبي على موقع قاعدة بيانات كرة القدم.إي يو (الإنجليزية)
- فهد خميس الجلبوبي على موقع ناشيونال فوتبول تيمز (الإنجليزية)
- فهد خميس الجلبوبي على موقع Soccerway.com (الإنجليزية)
- فهد خميس الجلبوبي على موقع كووورة